# Campionato europeo di arrampicata 2010
Il Campionato europeo di arrampicata 2010 si è tenuto dal 14 al 18 settembre 2010 a Imst e Innsbruck, Austria.

## Specialità lead

### Uomini
| Pos. | Atleta                   | Paese     |
| ---- | ------------------------ | --------- |
|      | Ramón Julián Puigblanque | Spagna    |
|      | Adam Ondra               | Rep. Ceca |
|      | Jakob Schubert           | Austria   |
| 4    | David Lama               | Austria   |
| 5    | Magnus Midtboe           | Norvegia  |
| 6    | Patxi Usobiaga Lakunza   | Spagna    |
| 7    | Mikhail Chernikov        | Russia    |
| 8    | Manuel Romain            | Francia   |
| 9    | Klemen Becan             | Slovenia  |
| 10   | Mario Lechner            | Austria   |

### Donne
| Pos. | Atleta           | Paese    |
| ---- | ---------------- | -------- |
|      | Angela Eiter     | Austria  |
|      | Johanna Ernst    | Austria  |
|      | Alizée Dufraisse | Francia  |
| 4    | Mina Markovic    | Slovenia |
| 5    | Alexandra Eyer   | Svizzera |
| 6    | Olga Shalagina   | Ucraina  |
| 7    | Charlotte Durif  | Francia  |
| 8    | Barbara Bacher   | Austria  |
| 9    | Katharina Posch  | Austria  |
| 10   | Natalija Gros    | Slovenia |

## Specialità boulder

### Uomini
| Pos. | Atleta               | Paese       |
| ---- | -------------------- | ----------- |
|      | Cédric Lachat        | Svizzera    |
|      | Adam Ondra           | Rep. Ceca   |
|      | Kilian Fischhuber    | Austria     |
| 4    | Jernej Kruder        | Slovenia    |
| 5    | Casper Ten Sijthoff  | Paesi Bassi |
| 6    | Klemen Becan         | Slovenia    |
| 7    | Christian Core       | Italia      |
| 8    | Stewart Watson       | Regno Unito |
| 9    | Dmitry Sharafutdinov | Russia      |
| 10   | Stefan Danker        | Germania    |
| 10   | Wouter Jongeneelen   | Paesi Bassi |

### Donne
| Pos. | Atleta               | Paese     |
| ---- | -------------------- | --------- |
|      | Anna Stöhr           | Austria   |
|      | Juliane Wurm         | Germania  |
|      | Olga Shalagina       | Ucraina   |
| 4    | Olga Bibik           | Russia    |
| 5    | Melissa Le Neve      | Francia   |
| 6    | Anna Gallyamova      | Russia    |
| 7    | Mina Markovic        | Slovenia  |
| 8    | Natalija Gros        | Slovenia  |
| 9    | Silvie Rajfova       | Rep. Ceca |
| 10   | Alexandra Balakireva | Russia    |

## Specialità speed

### Uomini
| Pos. | Atleta                 | Paese     |
| ---- | ---------------------- | --------- |
|      | Sergey Abdrakhmanov    | Russia    |
|      | Stanislav Kokorin      | Russia    |
|      | Libor Hroza            | Rep. Ceca |
| 4    | Evgenii Vaitcekhovskii | Russia    |
| 5    | Sergey Sinitsyn        | Russia    |
| 6    | Zufar Nigmanov         | Russia    |
| 7    | Lukasz Swirk           | Polonia   |
| 8    | Ivan Novikov           | Russia    |
| 9    | Maksym Styenkovyy      | Ucraina   |
| 10   | Maksym Osipov          | Ucraina   |

### Donne
| Pos. | Atleta                | Paese    |
| ---- | --------------------- | -------- |
|      | Edyta Ropek           | Polonia  |
|      | Kseniia Alekseeva     | Russia   |
|      | Natalia Titova        | Russia   |
| 4    | Olga Morozkina        | Russia   |
| 5    | Sara Morandi          | Italia   |
| 6    | Dinara Fakhritdinova  | Russia   |
| 7    | Klaudia Buczek        | Polonia  |
| 8    | Isabell Haag          | Germania |
| 9    | Olena Ryepko          | Ucraina  |
| 10   | Oleksandra Bud Gusaim | Ucraina  |